# 타일러 포시
타일러 포지(Tyler Posey, 1991년 10월 18일 ~ )는 미국의 배우이다.

## 출연 작품
- 러브 인 맨하탄 - 타이 벤추라 역
- 틴 울프 - 스캇 맥콜
- 트루스 오어 데어 - 루카스 역
- 얼론 - 에이단 역